# Średnia Huta
Średnia Huta – osada kociewska w Polsce położona w województwie kujawsko-pomorskim, w powiecie świeckim, w gminie Warlubie.
W latach 1975–1998 miejscowość administracyjnie należała do województwa bydgoskiego. Według Narodowego Spisu Powszechnego (III 2011 r.) liczyła 79 mieszkańców. Jest czternastą co do wielkości miejscowością gminy Warlubie.